# Petur Christiansen
Petur Christiansen (født 28. juli 1923 i Tórshavn, død 9. maj 2006) var en færøsk erhvervsskolerektor og politiker (FF).
Han var uddannet maskinmester, og var lærer og senere rektor ved Føroya Maskinskúli i Tórshavn.
Christiansen var medlem af bystyret i Tórshavn 1961–1980, viceborgmester i 1969 og borgmester 1972–1980.